# 斯捷潘基 (哈爾科夫區)
49°58′7″N 36°30′21″E / 49.96861°N 36.50583°E
斯泰潘基（烏克蘭語：Степанки）是位於烏克蘭東部的村莊，由哈爾科夫州哈爾科夫區的維利希夫卡市鎮負責管轄。該村始建於1923年，面積1.44平方公里，海拔高度129米，2001年人口164，人口密度每平方公里113.9人。